# Update (Anouk)
Update è il primo album dal vivo della cantante olandese Anouk, pubblicato il 5 gennaio 2004 dalla EMI.

## Tracce
1. Who Cares (Acoustic version) – 3:44
2. Everything (Acoustic version) – 4:45
3. Too Long (Acoustic version) – 3:19
4. Searching (Acoustic version) – 3:45
5. Stop Thinking (Acoustic version) – 3:32
6. Wait and See (Acoustic version) – 3:55
7. Margarita Chum (Acoustic version) – 3:59
8. It Wasn't Me (Live at Oosterpoort) – 5:41
9. Losing My Religion (Live at Oosterpoort) – 3:56
10. Michel (Live at Pinkpop) – 4:38
11. Between These Walls (Acoustic version) – 3:50
12. Hail (Live Denk aan Henk) – 4:19
13. Searching (Live Denk aan Henk) – 4:30

## Classifiche
| Paese            | Posizione più alta |
| ---------------- | ------------------ |
| Belgio (Fiandre) | 38                 |
| Paesi Bassi      | 9                  |